# Omorgus granulatus
Omorgus granulatus es una especie de escarabajo del género Omorgus, familia Trogidae. Fue descrita científicamente por Herbst en 1783.
Esta especie se encuentra en India, Sri Lanka, Afganistán, Pakistán e India.